# Dramat liturgiczny
Dramat liturgiczny – odmiana dramatu, popularna w średniowieczu i renesansie, poruszająca tematykę ewangeliczną i ściśle związana z liturgią katolicką. 

## Charakterystyka
Dramat liturgiczny pojawił się w X stuleciu, szczyt popularności osiągnął w XII-XIII wieku, ostatnie formy tego gatunku pochodzą z wieku XVI, kiedy to został oficjalnie zakazany na soborze trydenckim w 1563 roku. Stanowił element powiązany z liturgią: odgrywany był w kościele lub na cmentarzu, jako rekwizyty służyły szaty liturgiczne, teksty wyśpiewywano, kompilując na kształt centonu łacińskie modlitwy. Dramat liturgiczny pokazywał wydarzenia z życia Chrystusa, zależnie od aktualnych świąt liturgicznych: narodziny lub śmierć i zmartwychwstanie, zdarzały się także elementy niekanoniczne, stanowiące uzupełnienie głównych treści przedstawienia. Stopniowe uniezależnienie dramatu liturgicznego od obrzędów liturgicznych doprowadziło do pojawienia się ogromnych widowisk scenicznych, zwanych misteriami.

## Zachowane dramaty liturgiczne
Pierwszy zachowany w całości dramat Quem quaeritis znajduje się w Troparium winchesterskim.

### Polska
W Polsce zachowały się jedynie teksty dramatu liturgicznego związane z obchodami Wielkiego Tygodnia:
- Processio in Ramis Palmarum (Procesja na Niedzielę Palmową) – najstarszy polski rękopis dramatu liturgicznego, pochodzący z przełomu XII i XIII wieku;
- Mandatum (Ostatnia Wieczerza);
- Depositio Crucis (Złożenie Krzyża);
- Visitatio Sepulchri (Nawiedzenie Grobu) – najpopularniejszy na terenach polskich dramat liturgiczny, zachował się w ponad dwudziestu kopiach, najstarszy egzemplarz datowany na połowę XIII wieku pochodzi z Krakowa, pozostałe m.in. Gniezna, Kielc, Płocka, Poznania; pokazywał trzy Marie spotykające anioła u wejścia do pustego grobu Pańskiego, a następnie sprowadzające do grobu apostołów: Piotra i Jana; włączony później do Historyi o chwalebnym Zmartwychwstaniu Pańskim;
- Elevatio Crucis (Podniesienie Krzyża lub Zmartwychwstanie).

## Współczesna recepcja
Próbą ożywienia dramatu liturgicznego w XX wieku była wystawiona w 1981 roku w katedrze w Warszawie Gra o Męce Kazimierza Dejmka w opracowaniu Juliana Lewańskiego.